# Lộng Chương
Lộng Chương (1918-2003) là Nhà văn - Nhà viết kịch - Đạo diễn sân khấu, được trao Huân chương lao động hạng ba và Giải thưởng Hồ Chí Minh về văn học nghệ thuật đợt 2 (2000).

## Tiểu sử
Lộng Chương sinh ngày 5 tháng 2 năm 1918, tên khai sinh là Phạm Văn Hiền, tại thôn Châu Khê, xã Thúc Kháng, huyện Bình Giang, tỉnh Hải Dương.
Năm 1939, ông tốt nghiệp ngành hóa chất vào làm "hóa nghiệm" tại phòng kiểm soát xuất cảng, Sở Tổng Thanh tra Nông súc, tại Hà Nội.
Từ cuối Thập niên thứ 3 (Thế kỷ XX) ông tham gia chơi kịch tại các nhóm kịch tài tử: Ban kịch Hà Nội, Nhóm kịch Thế Lữ… 
Những năm 1940 ông tham gia Ban kịch Bình Dân thuộc Nha Bình Dân Học Vụ. Khi Hà Nội bước vào cuộc kháng chiến chống thực dân Pháp, Lộng Chương cùng Ban kịch Bình Dân lưu diễn trên vùng Việt Bắc.
Trong kháng chiến chống Pháp, Lộng Chương từng tham gia Ban Biên tập Báo Công Dân (Nam Định), tổ chức và phụ trách "Nhóm kịch Công Dân"; công tác trong Ban biên tập báo Phản Công (Thái Bình); là Chi hội phó Chi hội Văn hóa, đảm nhiệm Nhóm Văn nghệ Hải Kiến; công tác tại Trường Lục quân Trần Quốc Tuấn (Phân hiệu II Trung bộ), làm Đội trưởng Đội công tác Văn nghệ; "đặc trách" tập hợp lực lượng và tổ chức thành lập Đoàn Văn công Liên khu III.
Trong Chiến dịch Điện Biên Phủ, Đoàn Văn công Liên khu III được lệnh đi phục vụ. Sau chiến dịch, Đoàn được Liên Khu ủy và Hội đồng cung cấp đặt cho tên mới: Đoàn Văn công Điện Biên.
Chiến tranh kết thúc, Lộng Chương trở về Hà Nội. Tháng 7 năm 1957, ông tham gia thành lập Hội Nghệ sĩ sân khấu Việt Nam, là Ủy viên thường vụ, Thường trực Hội nghệ sĩ sân khấu Việt Nam đến khi nghỉ hưu 1978.

## Sự nghiệp Nghệ thuật
Nếu chỉ giới hạn trong đội ngũ văn nghệ sĩ Cách mạng trưởng thành từ kháng chiến chống Pháp, thế hệ của những nghệ sĩ như Lộng Chương, Học Phi, Bưu Tiến, Nguyễn Văn Niêm… có thể coi là thế hệ kịch tác gia đầu tiên - những bậc tiên chỉ của giới viết kịch.
Trong mười năm tham gia kháng chiến chống thực dân Pháp, Lộng Chương sáng tác 17 vở kịch ngắn. Trong đó có những vở ghi đậm dấu ấn lên quá trình sáng tác của ông, được nhiều người biết đến như: Lý Thới 1948, Du kích thôn Đồi 1952, Đoàn quân tóc trắng 1953, Chiến đấu trong lòng địch 1954 v.v…
Hòa bình lập lại, trong thời gian diễn ra cuộc đấu tranh chống cưỡng ép di cư, Lộng Chương đã cho ra đời một số vở: Nhỡ chuyến tàu bay1954, Ma hiện1954, Giữa đường1954, Mưu giặc1954…
Giai đoạn sau này, Lộng Chương vừa viết vừa chỉnh lý, viết lại gần 100 vở, gồm nhiều thể loại: kịch nói, kịch hát, kịch rối... Phần lớn những vở ông viết ra đều được sử dụng, in thành sách, các đoàn dàn dựng hoặc phát trên Đài Tiếng nói Việt Nam .
Năm 1960 Lộng Chương sáng tác Hài kịch Quẫn. Vở này được Nhà hát Kịch nói Trung ương dàn dựng và biểu diễn lần đầu tiên tại Nhà hát Lớn vào đêm 9 và 10 tháng 12 năm 1960. Vở được diễn trong một thời gian dài với số buổi lên tới trên 2000 buổi diễn. Trong nền kịch hiện đại cách mạng, khi nhắc đến Lộng Chương, người ta không thể không nhắc đến Quẫn và khi nhắc tới kịch hài ở nước ta, không thể không nhắc tới Quẫn.
Một vở Hài kịch khác của Lộng Chương là Cửa mở hé. Vở đã được các Đoàn kịch Hải Phòng, Hà Nội và Thanh Hóa dàn dựng và biểu diễn trong thời gian dài.
Tiếng cười trong các vở kịch hài của Lông Chương mang nhiều sắc thái khác nhau: khi thì vang lên rộn rã suốt năm hồi kịch như Quẫn, nhưng cũng có khi chỉ rộ lên ở một vài cảnh như Cửa mở hé, hoặc một số vở kịch vui khác như Hỏi vợ, Yểm bùa trừ sâu, Mối lo của cụ Cửu...
Ngoài kịch nói, Lộng Chương còn sáng tác Chèo như Đôi ngọc lưu ly (Tích cổ viết lại, in trong tập Tích cổ viết lại, Nhà xuất bản Văn hoá, 1982). Vở này viết lại tích Chèo Trương Viên, được bổ sung và nâng cao về nội dung tư tưởng, chủ đề của tác phẩm để phù hợp với thời đại mới; vở Tuồng Mỵ Châu - Trọng Thủy đã được Đoàn Tuồng Trung ương và Chèo Hải Phòng, Quảng Ninh... dàn dựng ở thể loại Chèo; vở A Nàng (Nhà xuất bản Văn nghệ, 1962) đã được Đoàn Cải lương Kim Phụng, Đoàn Bình Minh (Nam Định), Đoàn Hoa Mai (Hà Sơn Bình) dàn dựng và biểu diễn cùng trong khoảng thời gian đó. Sau thống nhất đất nước, A Nàng đã được hơn 20 đoàn nghệ thuật phía Nam dàn dựng.
Tuy vậy, Lộng Chương là Kịch tác gia được đánh giá thành công nhất với thể loại Hài kịch!
Lộng Chương còn là tay bút tham gia liên tục mỗi tuần 1 vở, trong khoảng 10 năm (những năm 60-70 của TK XX) với Chương trình binh vận của Đài Tiếng nói Việt Nam. Số tác phẩm này lên tới hàng trăm, nhưng do điều kiện làm việc trong giai đoạn chiến tranh lúc bấy giờ, nên không lưu giữ được nhiều. 
Bên cạnh sáng tác Kịch nói, Kịch thơ, Chèo, Rối, hoặc chỉnh lý, chuyển thể, viết lại kịch bản, Lộng Chương còn sáng tác cả văn vần để phục vụ cho công tác cổ động tuyên truyền theo nhiệm vụ chính trị của từng giai đoạn cách mạng. Ông viết cả phóng sự, ký sự kháng chiến. Một hoạt động khác cũng khá tiêu biểu trong hoạt động sân khấu của ông là phần viết tiểu luận, lý luận phê bình sân khấu.
Đặc biệt, trong cả cuộc đời hoạt động nghệ thuật của mình, Lộng Chương là người nghệ sĩ luôn trăn trở, tìm cách bảo tồn và phát huy nghệ thuật truyền thống của dân tộc. Một sự kiện mà lịch sử sân khấu còn ghi là, những năm 60 (TK XX) Lộng Chương đã cùng bạn bè là Lưu Quang Thuận, Trần Huyền Trân, Hà Văn Cầu, Nguyễn Đình Hàm, góp công sức xây dựng Đoàn Chèo Cổ Phong và cùng nhau khảo tả, sưu tập, chỉnh lý và bảo tồn nhiều vở chèo cổ. 

### Tác phẩm
Tiểu thuyết phóng sự
- Hầu thánh (1942)

Kịch
| - Lý Thới (1948) - Xuân tóc đỏ (1948) - Ngai vàng long ốc (1948) - Chùm kèn (1949) - Hầm thị trấn (1949) - Mối lo của cụ Cửu (1950) - Đòi con (1950) - Giấu ruộng (1951) - Du kích thôn Đồi (1952) - Chỉnh lý (1952) - Hạt thóc đánh Tây (1952) - Thánh đường hỏa ngục (1953) - Đoàn quân tóc trắng (1953) - Chiến đấu trong lòng địch (1954) - Lá thư chưa gửi (1954) - Nhỡ chuyến tàu bay (1954) - Mưu giặc (1954) - Ra tỉnh hay ra ruộng (1954) - Giữa đường (1954) - Ma hiện (1954) - Thép đã vào lò (1955) - Cái máy khâu mượn (1956) - Viết đêm (1956) - Cánh én (1956) - Ngôi nhà mới (1957) - Hai thôn (1958) - Hỏi vợ (1958) - Yểm bùa trừ sâu (1959) - Đêm hội mùa (1959) - Chặn tay chúng lại (1959) - Quẫn (1960) - A Nàng (1961) - Người chủ mới (1961) - Đôi ngọc lưu ly (1961) - Hai chị em (1961) - Đôi ngọc lưu ly (1962) - Phá khu trù mật (1962) - Từ căn gác mới (1962) - Cánh én (1962) - Tối ba mươi tết (1962) - Ngô gia náo kịch (1963) - Đôi mắt cô Tơ (1963) - Vùng lên hỡi ai nô lệ (1963) - Úng (1964) - Người nữ tự vệ áo trắng (1965) - Hai tuyến lửa (1966) - Đất nước (1966) - Mẻ thép của ta (1966) - Bầu bán (1967) - Những nẻo đường hoa (1967 - Chim rừng tung cánh (1967) - Mai sau (1967) - Dũng sĩ Rạch Gầm (1967) - Đường hoa (1967) | - Tình thắm đồi hoa (1968) - Đêm trắng (1968) - Cửa mở hé (1969) - Đêm hầm ngầm (1970) - Đường đạn thẳng (1971) - Ma túy (1971) - Hoa đất Thăng Long (1973) - Đinh Bộ Lĩnh (1973) - Truyện từ một triều đại suy vong (1974) - Cánh chim luân lạc (Cánh chim bằng - 1975) - Bè trầm bản hành khúc (1975) - Những trụ cầu vững chắc (1975) - Thủy cung cố sự (1976) - Trở nồm (1976) - Dì Mai (1977) - Đổi đầu heo (1977) - Tình sử Loa thành (1979) - Hội thề (1979) - Cuộc tình huyền thoại từ Tây Côn Lĩnh (1979) - Án tử hình (1981) - Thanh âm huyền diệu (1982) - Quẫy (1984) - Tượng hình vĩnh cửu (1985) - Ngã (1988) - Bên dòng sông Vị (1988) - Để đến… nơi đến (1996) |

Và, nhiều ký sự, phóng sự, nghiên cứu, lý luận phê bình sân khấu.